# (16852) Nuredduna
(16852) Nuredduna és un asteroide del sistema solar, pertanyent al cinturó d'asteroides, regió del sistema solar que es troba entre les òrbites de Mart i Júpiter.
L'asteroide va ser descobert el 12 de desembre de 1997 per Angel López i Rafael Pacheco des de l'Observatori Astronòmic de Mallorca.
Rebé la denominació provisional de 1997 YP2 fins que la Unió Astronòmica Internacional va acceptar la proposta dels seus descobridors que el van batejar amb el nom de Nuredduna, en homenatge a la protagonista del poema La deixa del geni grec escrit el 1900 per Miquel Costa i Llobera.